# Дом причта (Рогожская слобода)
Дом при́чта — административное здание Русской православной старообрядческой церкви. Часть историко-архитектурного ансамбля «Рогожская община», памятник истории и культуры XIX века.

## История
На плане, датируемом 1821 годом, обозначено здание, габариты которого схожи с частью современного Дома причта. Нынешнее здание построено в 1863—1866 годах.
На нижнем этаже помещались: Кладбищенская контора-гостиница, кабинет попечителей кладбища, кухня для приготовления поминок, склад церковно-хозяйственных принадлежностей. В конторе находился также архив Рогожского кладбища. На верхнем этаже находились два огромных зала для собраний, устройства поминок, отдыха приезжих и комнаты, занимаемые рогожскими училищами: городским 4-классным и начальным. Некогда это было одно из самых благоустроенных зданий Рогожского кладбища. Во второй половине XIX века здесь были покои московского старообрядческого архиепископа Московского и всея Руси, происходили Освященные соборы, Всероссийские съезды мирян и представителей церковных общин.
После революции оно было использовано под школу, в конце 1920-х гг. передано студенческому общежитию, затем стало жилым домом. В послевоенные годы снова стало общежитием.
Осенью 1987 года в результате произошедшего пожара здание пришло в негодность — от здания остались одни стены. Жильцы были расселены.
В декабре 1987 года Дом причта в послепожарном состоянии передают в аренду Московской архиепископии (с 1988 года — Московской митрополии). Однако в результате судебного иска договор аренды здания был прерван, и только в 1996 году после многочисленных длительных тяжб здание уже в полностью руинированном состоянии было возвращено в пользование Митрополии Русской Православной Старообрядческой Церкви. Средств восстанавливать здание у РПСЦ на тот момент не оказалось, и год за годом оно все больше разрушалось и приходило в запустение.
Лишь митрополиту Андриану (Четвергову) удалось привлечь внимание московских властей к этой проблеме. В марте 2005 года на Рогожское прибыл тогдашний градоначальник Юрий Лужков, который и дал добро на реконструкцию Рогожского историко-архитектурного комплекса. В ходе встречи Юрия Лужкова с митрополитом Андрианом было решено летом того же года приступить к обследованию фундамента Дома причта и его укреплению. Юрий Лужков дал поручение подготовить проекты восстановления зданий Дома причта и храма Рождества Христова. Также мэр обратил внимание, что многочисленные заборы и решетки, разделяющие внутреннюю территорию Рогожской слободы, мешают восприятию её как единого целого, которые необходимо убрать, а взамен оградить историческую зону общей оградой, которая бы «смотрелась достойно, в старорежимном духе».
Работы по реконструкции здания, восстановлению начались лишь в 2010 году. При укреплении фундамента были пробурены скважины по периметру здания, насосы откачивали воду из скважин в процессе отливки нового фундамента, таким образом понижая уровень грунтовых вод — теперь здание фактически стоит на герметичном железобетонном «стакане». Был отреставрирован фасад здания, причём строителям удалось практически полностью сохранить в первозданном виде северный фасад дома, он в наименьшей степени пострадал за годы запустения. Предполагалось, что Дом причта будет окончательно сдан в эксплуатацию в июле 2012 года.
31 октября 2013 года в отреставрированном здании Дома причта открылась постоянно действующая экспозиция музея старообрядческой иконы. На экспозиции представлены иконописные памятники XVI—XX веков из собрания Рогожского иконохранилища.
24 апреля 2015 года митрополит Московский и всея Руси Корнилий (Титов) совершил молебен с водоосвящением в отреставрированном Доме причта, который стал административным зданием РПСЦ.
В октябре 2015 года митрополит Корнилий, выступая с докладом на Освященном Соборе в Москве, сказал: «Буквально заново был воссоздан из небытия Дом Причта, сильно пострадавший и изменивший свой облик в прошлом веке. Теперь в нём проходят наши Освященные Соборы, за небольшой период времени после передачи его нам здесь уже прошли несколько значительных выставок и конференций по старообрядчеству и истории русской культуры. Вчера была открыта выставка старинного шитья и облачений».